# Opferwurst
Als Opferwurst  wird eine Wurst bezeichnet, die zur Vorbereitung des Wassers, in dem weitere Würste erhitzt werden sollen, zerkleinert in ebendiesem Wasser kocht.
Dabei soll sich das Wasser mit Salz, Aromen und Fett sättigen, sodass beim Erwärmen der weiteren Würste bei diesen kein Geschmacksverlust entsteht. Dies ist jedoch vorrangig nur bei größeren Mengen zu erhitzender Würste sinnvoll und auch nur dann, wenn die Würste nicht für den unmittelbaren Verzehr erhitzt werden, sondern gegebenenfalls bis zu mehrere Stunden in dem auf Temperatur gehaltenen Wasser verbleiben sollen.
Der Begriff „Opferwurst“ ist eine Wortschöpfung unserer Tage. Im Jahr 2005 war der Begriff noch so speziell, dass er Gegenstand einer Quizfrage in der Fernsehserie Genial daneben war. Einer breiteren Öffentlichkeit wurde der Begriff erst durch zwei Sachbücher des österreichischen Physikers Werner Gruber bekannt. Die Opferwurst ist seither immer wieder Thema von wissenschaftlichen und kulinarischen Betrachtungen.